# 哈斯克爾 (德克薩斯州)
哈斯克爾（英語：Haskell）是一個位於美国德克萨斯州哈斯克爾郡的城市。根據2010年美國人口普查，該地共人口3322人，而該地的面積約為9.30平方千米。同時該地也是哈斯克爾縣的縣治。

## 地理
哈斯克爾的座標為33°09′37″N 99°44′04″W / 33.16028°N 99.73444°W，而該地的平均海拔高度為482米（即1581英尺）。